# إيوستاس كونواي (سياسي)
إيوستاس كونواي هو قاضي وسياسي أمريكي، ولد في 19 سبتمبر 1820 في مقاطعة ستافورد في الولايات المتحدة، وتوفي في 20 مايو 1857 في مقاطعة سبوتسيلفانيا في الولايات المتحدة.